# Eriocaulon balakrishnanii
Eriocaulon balakrishnanii là một loài thực vật có hoa trong họ Cỏ dùi trống. Loài này được Punekar, Lakshmin. & Vasudeva Rao mô tả khoa học đầu tiên năm 2002 publ. 2003.